# دم هرا (حومة لنجة)
دم هرا (بالفارسية: دم هرا) هي قرية تقع في إيران في مهران. يقدر عدد سكانها بـ 151 نسمة .